# Vergobreto
El vergobreto (en latín Vergobretus) era una autoridad de la sociedad celta que ejercía la magistratura superior en numerosas ciudades galas, sobre todo en las de los heduos. César los menciona y describe sus funciones en los Comentarios a la guerra de las Galias. El general romano se refiere a ellos con los nombres de princeps civitatis, principatus y magistratus.

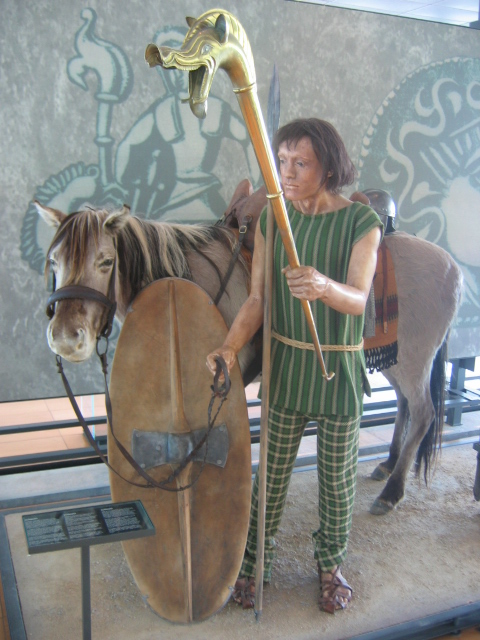
Maniquí del vergobreto heduo Dúmnorix con la trompeta celta de guerra (carnyx) y el escudo oblongo celta con espina mediana y umbo metálico. Museo de la civilización céltica del oppidum de Bibracte.

Elegido cada año bajo los auspicios de los druidas, el vergobreto poseía el derecho de vida y muerte sobre sus conciudadanos y de liderar al ejército contra los invasores. No obstante, se le prohibía salir de los límites de su aldea:

Según las leyes de los heduos no era lícito al magistrado supremo salir de su distrito.

No le estaba permitido ejercer el mando del ejército más allá de las fronteras, lo que obligaba a nombrar a un general y asegurarse de evitar que este acaparara demasiado poder.
El vergobreto era elegido entre los nobles más influyentes y poderosos de cada ciudad. Se han encontrado monedas con la efigie de algunos magistrados de este tipo en los territorios de los heduos y los remos.
Se han transmitido hasta los tiempos modernos los nombres de algunos galos que ostentaron este cargo: Lisco (58 a. C.), Valeciaco (53 a. C.) y Convictolave (52 a. C.) entre los heduos; y Celtilo (?) entre los arvernos.
En el caso del pueblo de los lemovices, se han barajado dos nombres: Sedulo, un guerrero muerto en Alesia al que César se refiere como dux et princeps lemovicum («jefe militar y civil»), que detentó probablemente el título de vergobreto; por otra parte, en la ciudad galorromana de Augustoritum se ha hallado una inscripción grabada en piedra, símbolo de una romanización incompleta, que reza:  

Póstumo, Vergobreto, Hijo de Dúmnorix.